# Myopites tenellus
Myopites tenellus är en tvåvingeart som beskrevs av Georg von Frauenfeld 1863. Myopites tenellus ingår i släktet Myopites och familjen borrflugor. Inga underarter finns listade i Catalogue of Life.